# Bács-Kiskun Vármegyei Büntetés-végrehajtási Intézet
A Bács-Kiskun Vármegyei Büntetés-végrehajtási Intézet büntetés-végrehajtási szerv Bács-Kiskun vármegye székhelyén, Kecskeméten (Mátyási u. 2.). Költségvetési szerv, jogi személy. Alaptevékenysége a külön kijelölés által meghatározott körben:
- az előzetes letartóztatással,
- a biztonsági és egyéb fontos okból elhelyezett elítéltek szabadságvesztésével, továbbá
- az elzárással

összefüggő büntetés-végrehajtási feladatok ellátása. 
Felügyeleti szerve a Belügyminisztérium, szakfelügyeletet ellátó szerve a Büntetés-végrehajtás Országos Parancsnoksága.

## Története
Alapító okirata szerint 1904-ben létesítették. A Wagner Gyula által tervezett épületegyüttest 1905 januárjában adták át a rendeltetésének.
- Az 1950-es években az eredetileg 120 fő befogadására kialakított intézetben olykor 700 főt is összezsúfoltak.

- 1956. november 28-án a megnyíltak a börtönkapuk, a fogvatartottak – köztük köztörvényesek – egy része azonban a falak között maradt, vagy hamarosan visszatért oda.

- Az 1960-as években az intézetben az elsők között alakult meg a fogvatartottak kezelésére a nevelési szolgálat.

- Az 1970-es évek elején a konyhai-, mosodai- és ellátó egység létesült.

- Az 1980-as években kiépült a központi fűtés és a videó kábelrendszer.

- Az 1990-es évek  elején az közkegyelem következtében a  rablétszám először lecsökkent, majd rövid időn belül radikálisan megnőtt, ami a férőhely sürgős bővítését indokolta.

A Büntetés-végrehajtás Országos Parancsnoksága 1991-ben megszerezte a Korhánközi (ma: Wéber Ede) úti volt szovjet laktanya területét. Az átalakításokat követően adták át rendeltetésének az intézet II. sz. egységét, ahol a következő részlegek kaptak helyet:
- 1995-ben kezdte meg működését az enyhébb végrehajtási szabályok (EVSZ) alá tartozó elítéltek fogva tartására szolgáló, – ún. „félig nyitott” -rezsimmel működő "B-C részleg",
- 2003 novembere óta működik speciális – a fogva tartás ideje alatt született gyermekek és a fogva tartott anyák együttes elhelyezésével kapcsolatos büntetés-végrehajtási feladatok ellátása – funkcióval az ún. „Anya-gyermek részleg”.
- a II. sz. egység területén működik 1997 óta a Fiatalkorúak Regionális Büntetés-végrehajtási Intézete.

A fogvatartottak részleges foglalkoztatása költségvetési keretek között zajlik.

## Ismert fogvatartottak
- Kocsis István (2020–2023)[1]